# Nikolaj Aleksandrovič Čičerin
Nikolaj Aleksandrovič Čičerin (rusko Николай Александрович Чичерин), ruski general, * 1771, † 1837.
Bil je eden izmed pomembnejših generalov, ki so se borili med Napoleonovo invazijo na Rusijo; posledično je bil njegov portret dodan v Vojaško galerijo Zimskega dvorca.

## Življenje
Leta 1808 je bil odpuščen iz vojaške službe s činom generalmajorja. 10. avgusta 1812 je bil ponovno aktiviran in bil dodeljen carjeviču Konstantinu Pavloviču kot poveljnik 27. pehotne divizije. 
25. decembra 1815 je postal poveljnik 1. brigade iste divizije in 10. januarja naslednjega leta je bil dokončno upokojen.